# Jean-Louis Pierre Tauran
Jean-Louis Pierre Tauran, francoski rimskokatoliški duhovnik, škof in kardinal, kamerleng * 5. april 1943, Bordeaux, † 5. julij 2018, Meriden, Connecticut, ZDA.

## Življenjepis
20. septembra 1969 je prejel duhovniško posvečenje.
1. decembra 1990 je bil imenovan za naslovnega nadškofa Thelepte in za državnega tajnika Rimske kurije, odgovoren za odnose z državami; 6. januarja 2001 je prejel škofovsko posvečenje. S slednjega položaja je odstopil 6. oktobra 2003.
21. oktobra 2003 je bil povzdignjen v kardinala in imenovan za kardinala-diakona S. Apollinare alle Terme Neroniane-Alessandrine; ustoličen je bil 14. decembra istega leta.
24. novembra 2003 je postal arhivist Vatikanskih tajnih arhivov in knjižničar Vatikanske knjižnice.
25. junija 2007 je bil imenovan, 1. septembra istega leta pa umeščen kot predsednih papeškega sveta za medverski dialog.
Kot kardinal-protodiakon je po konklavu leta 2013 leta javno razglasil argentinskega kardinala Jorgeja Bergoglia za papeža Frančiška.
12. junija 2014 je bil povzdignjen v kardinala-duhovnika iste naslovne cerkve.
Decembra 2014 ga je Frančišek imenoval in marca 2015 umestil za kamerlenga Apostolske komore, vendar te dolžnosti, ki bi jo moral izvršiti ob papeževi smrti, zaradi svoje prezgodnje smrti ni imel priložnosti izvesti. 